# Hausa jezik
Hausa jezik (abakwariga, habe, haoussa, hawsa, hausawa, kado, mgbakpa; ISO 639-3: hau), najrašireniji čadski jezik kojim se služi 24 988 000 ljudi na područjima afričkih država Nigerija, Niger, Benin, Kamerun, Gana i Sudan.  
Važan je trgovački jezik kojim se kao drugim jezikom sporazumijeva 15 000 000 ljudi. Najveći boj govornika živi u Nigeriji (18 500 000; 1991 SIL), Nigeru (5 460 000; 2006) i Beninu (800 000; 2006 u provincijama Atacora i Borgou). Manji broj govori se u drugim državama: 80 000 u Sudanu (2007); 23 500 u Kamerunu (1982 SIL); 500 u Burkini Faso; Gana.
Pisma su arapsko (ađami) i latinica. Dijalekti: istočnohauski s pod-dijalektima: kano, katagum, hadejiya; zapadnohauski: sokoto, katsina, gobirawa, adarawa, kebbawa, zamfarawa; sjevernohauski: arewa, arawa.

## Glasovi
38: b b< kW kJ k gW gJ g kW' kJ' k' tS dZ P S m l r ? h "e a "o j* j w i u au ai t d d< s z s* n r.[

## Vanjske poveznice
- Ethnologue (14th)
- Ethnologue (15th)